# Chiến dịch Dương châu
Chiến dịch Dương châu hay Chiến dịch bình định Giang Đông của Tôn Sách là một loạt các trận đánh của các lực lượng quân sự tranh giành địa bàn Dương châu (miền nam Giang Tô, miền nam An Huy, Giang Tây, Chiết Giang và Phúc Kiến của Trung Quốc) từ năm 194 đến năm 199 giữa các quân phiệt đầu thời Tam Quốc trong lịch sử Trung Quốc.
Ban đầu, đây là cuộc chiến tranh chấp Dương châu giữa 2 quân phiệt Viên Thuật và Lưu Do. Cùng sự phát triển của chiến sự, bộ tướng của Viên Thuật là Tôn Sách giành được quyền kiểm soát đại bộ phận Dương châu thuộc phía đông sông Trường Giang, được gọi là Giang Đông, ly khai Viên Thuật và trở thành lực lượng quân phiệt mới, có thế lực hùng hậu tại vùng này. Chiến dịch kết thúc mở ra một thời kỳ mới cho vùng Giang Đông và đặt nền móng đầu tiên cho sự hình thành nhà Đông Ngô thời Tam Quốc.

## Bối cảnh
Sau khi Đổng Trác bị các chư hầu đánh đuổi, mang vua Hán Hiến Đế chạy về Trường An, các chư hầu chia rẽ và quay sang đánh lẫn nhau. Thế lực họ Viên rất lớn và có ảnh hưởng trong các chư hầu nhưng anh em Viên Thiệu, Viên Thuật lại chia rẽ. Viên Thuật liên kết với Tôn Kiên và Công Tôn Toản để chống Viên Thiệu; còn Viên Thiệu lại liên kết với Lưu Biểu, Tào Tháo chống Viên Thuật.
Năm 191, Tôn Kiên đi đánh Lưu Biểu ở Kinh châu và bị tử trận, con là Tôn Sách phải chạy sang nương nhờ quân phiệt Viên Thuật - đồng minh cũ của cha. Viên Thuật có địa bàn quận Nam Dương (thuộc Kinh châu) vốn do Tôn Kiên có công đánh chiếm và bàn giao cho khi đánh Đổng Trác, sau khi Tôn Kiên chết (191), Viên Thuật cô thế phải chạy về phía đông. Sau vài trận giao tranh với Tào Tháo ở Duyện châu đều thất bại, Viên Thuật chạy tới quân Cửu Giang thuộc Dương châu, đóng quân ở Thọ Xuân (壽春, ngày nay là huyện Thọ, An Huy) (năm 193).
Địa bàn Dương châu lúc đó rất phức tạp. Nhà Hán đặt Dương châu chia địa bàn gồm 6 quận: Cửu Giang, Lư Giang, Đan Dương, Dự Chương, Ngô quận, Cối Kê. Thứ sử Dương châu là Trần Ôn mới mất, Viên Thiệu sai thủ hạ là Viên Di đến làm Thứ sử Dương châu. Viên Thuật mang quân đánh bại Viên Di khiến Di bỏ chạy rồi chết. Triều đình Trường An cũng không từ bỏ Dương châu cho các quân phiệt Quan Đông tranh giành, quyền thần Lý Thôi ở Trường An (kế tục Đổng Trác chết năm 192) nhân danh Hán Hiến Đế bổ nhiệm tông thất Lưu Do làm thứ sử Dương châu để chống Viên Thuật. Tại phần Dương châu thuộc phía nam sông Trường Giang, lực lượng của người Sơn Việt tại các vùng rừng núi cũng nổi dậy không thần phục triều đình.
Lưu Do thế yếu, không thể đối địch được với Viên Thuật nên không dám tới thủ phủ Dương châu ở Thọ Xuân mà tới đóng nhiệm sở tại huyện Khúc A thuộc Ngô quận, dựa vào Ngô Cảnh - cậu của Tôn Sách - đang giữ chức Thái thú Đan Dương và Tôn Bí – anh họ Tôn Sách – đang giữ chức Đô úy Đan Dương.
Viên Thuật đánh đuổi được Viên Di và có binh lực khá mạnh nhưng địa bàn kiểm soát được chỉ quanh khu vực thủ phủ Thọ Xuân, vì vậy ông dự định phát động chiến tranh để mở rộng địa bàn tại Dương châu. Chiến sự Dương châu bùng phát.

## Diễn biến

### Cửu Giang và Lư Giang
Tôn Sách ở dưới quyền Viên Thuật, nỗ lực lập công để được thăng tiến. Ông theo lệnh Viên Thuật, cầm quân đánh chiếm quận Cửu Giang. Nhưng khi chiếm được thành thì Viên Thuật không giữ lời hứa, trao chức Thái thú Cửu Giang cho Trần Kỷ (陳紀).
Vì thiếu lương nên Viên Thuật hỏi vay Thái thú Lư Giang là Lục Khang. Lục Khang coi Viên Thuật là quân phản nghịch chống nhà Hán nên không đáp ứng. Viên Thuật tức giận bèn sai Tôn Sách mang quân đánh Lư Giang. Viên Thuật lại hứa với Tôn Sách, sẽ phong ông làm thái thú Lư Giang nếu ông đánh chiếm được quận này.
Tôn Sách lại cầm quân đi đánh Lư Giang. Giao tranh kéo dài, Lục Khang khi đó đã 70 tuổi, không giữ được thành, cuối cùng thành Lư Giang bị Tôn Sách phá. Tôn Sách hạ thành nhưng không sát hại Lục Khang và gia tộc. Tuy nhiên, khi Tôn Sách lập công trở về thì Viên Thuật một lần nữa lại quên lời và giao chức vụ này cho Lưu Huân và chỉ cho ông làm Hoài Nghĩa hiệu úy. Quá thất vọng, Tôn Sách quyết định tính việc rời bỏ Viên Thuật.

### Đan Dương
Việc Tôn Sách liên tiếp đánh chiếm 2 quận khiến Lưu Do lo ngại, cho rằng Ngô Cảnh và Tôn Bí là người nhà Tôn Sách, như vậy sẽ theo Sách đứng về phía Viên Thuật. Vì vậy, Lưu Do bất ngờ xuất quân đánh úp Ngô Cảnh và Tôn Bí để giải trừ mối lo. Ngô Cảnh và Tôn Bí phải bỏ Đan Dương chạy sang bên kia sông Trường Giang đóng ở Lịch Dương. Lưu Do sai thủ hạ là Phàn Năng, Vu Lộc đóng quân ở Hoành Giang và Trương Anh đóng ở cửa khẩu Đương Lợi ngăn giữ bến đò bên này sông Trường Giang để chống cự với Viên Thuật.
Viên Thuật phong cho Chu Thượng (chú của Chu Du) làm Thái thú Đan Dương, lại phong thủ hạ là Huệ Cù làm Thứ sử Dương châu và cho Ngô Cảnh làm Đô đốc quân trung lang tướng cùng Tôn Bí đi đánh Trương Anh. Hai bên giao chiến một thời gian dài, trong 1 năm bất phân thắng bại.
Năm 195, Tôn Sách tìm cách ly khai Viên Thuật, bèn lấy cớ đi cứu giúp Ngô Cảnh và Tôn Bí để mang quân ra ngoài, nuôi ý định chinh phạt vùng Dương châu để lập nghiệp. Viên Thuật cho rằng Tôn Sách không địch nổi Lưu Do nên đồng ý. Chiến dịch bình định Giang Đông của Tôn Sách bắt đầu từ đó, ông nhân danh Viên Thuật cầm quân chống Lưu Do để tranh giành địa bàn Dương châu (揚州, ngày nay là miền nam Giang Tô, miền nam An Huy, Giang Tây, Chiết Giang và Phúc Kiến).
Năm 195, Tôn sách được Viên Thuật phê chuẩn đem quân đi đánh Lưu Do, ban đầu, Tôn Sách có khoảng 1.000 binh lính và mấy chục con ngựa chiến, ông này cũng huy động được hàng trăm người theo, sau đó ông đã tập hợp khoảng 5.000 đến 6.000 người. Lực lượng của Tôn Sách ngoài các viên tướng từng phò tá Tôn Kiên còn một số tướng lĩnh mới như: Hoàng Cái, Trình Phổ, Hàn Đương, Chu Trị, Chu Thái, Trần Vũ, Lăng Tháo, Chu Du.
Quân của Tôn Sách sau đó vượt qua sông Dương Tử và tấn công các địa điểm của Lưu Do thuộc địa bàn Đan Dương. Tôn Sách tiến tới Lịch Dương, tại đây ông đã tăng cường được sức mạnh của mình lên tới trên 5.000 quân nhờ thu được nhiều hào kiệt vùng Giang Đông. Sau đó ông đã bắt đầu tấn công dọc theo sông Dương Tử và chiếm đóng vị trí chiến lược Ngưu Chử (牛渚, ngày nay ở tây nam Mã An Sơn, An Huy) vào năm 195.
Hai đồng minh của Lưu Do sau đó từ Bành Thành và Hạ Bì kéo xuống phía nam để giúp Lưu Do. Tôn Sách quyết định tấn công một trong hai đoàn quân này do Trách Dung (笮融) chỉ huy, ông này đóng quân tại Mạt Lăng. Sau khi bị thất bại trong mấy trận đầu, Trách Dung lui vào phòng ngự và từ chối giao đấu trên chiến trường. Tôn Sách đưa quân lên phía bắc và tấn công Tiết Lễ (薛禮). Mặc dù Tiết Lễ nhanh chóng thua trận và bỏ chạy, nhưng bộ hạ của Lưu Do là Phàn Năng (樊能) và những người khác đã tập hợp lực lượng của mình và tấn công lại tại Ngưu Chử.
Quay về, Tôn Sách đánh bại Phàn Năng và giữ được Ngưu Chử. Sau đó ông lại tấn công Trách Dung. Tuy nhiên, ông bị dính tên vào đùi. Quay về Ngưu Chử, ông cho loan tin giả là đã bị giết chết trong trận đánh vừa qua. Trách Dung tin điều đó và đem quân tấn công. Tôn Sách lừa cho quân của Trách Dung vào ổ mai phục và tiêu diệt đội quân này. Khi Trách Dung biết rằng Tôn Sách còn sống thì ông ta lại càng tăng cường phòng ngự.
Tôn Sách sau đó tạm thời bỏ qua kế hoạch tấn công Trách Dung và tập trung lực lượng vào Khúc A của Lưu Do. Trong trận chiến với quân Lưu Do, Tôn Sách cũng có dịp đọ sức với Thái Sử Từ một viên tướng dưới quyền Lưu Do, hai bên đã có một trận kịch chiến bất phân thắng bại. Tôn Sách lần lượt đánh chiếm toàn bộ khu vực xung quanh Khúc A, khiến Lưu Do phải bỏ thành và chạy về phía nam tới Dự Chương (豫章, ngày nay là Nam Xương, Giang Tây) nương nhờ thái thú Hoa Hâm.

### Cối Kê và Ngô Quận
Tôn Sách chấp nhận lời thỉnh cầu của thái thú Cối Kê (theo Lưu Do) là Vương Lãng, không làm hại gia quyến của Lưu Do ở Đan Dương, rồi mang quân tấn công Cối Kê. Vương Lãng vẫn trung thành với Lưu Do, mang quân mang quân ra Cổ Lãng đối địch. Tôn Sách theo kế của chú là Tôn Tĩnh, dùng kế dương đông kích tây, bất ngờ đánh vào Tra Độc nơi Vương Lãng không phòng bị. Nghe tin Tra Độc bị đánh úp, ông vội sai bộ tướng Chu Hân ra cứu, nhưng Hân không địch nổi, bị Tôn Sách giết chết.
Vương Lãng bại trận, dẫn Ngu Phiên lên thuyền trốn tới Đông Trị. Tôn Sách mang quân đuổi theo. Vương Lãng quay lại đánh, lại bị thất bại ở Đông Trị, bèn cùng Ngu Phiên đầu hàng Tôn Sách. Tôn Sách không sát hại Vương Lãng, chỉ trách mắng rồi thả cho được tự do như thường dân ở Khúc A.
Sau những thắng lợi trong cuộc chinh phạt phương Nam, Tôn Sách cắt đứt quan hệ với Viên Thuật và tuyên bố tự trị đồng thời xúc tiến các chiến dịch chống lại Viên Thuật.
Tôn Sách lấy Cối Kê làm căn cứ của mình và đánh bại đội quân thổ phỉ của Nghiêm Bạch Hổ (嚴白虎) ở Ngô Quận. Nghiêm Bạch Hổ sai em trai là Nghiêm Dư (嚴輿) tới giảng hòa với Tôn Sách và chia đôi vùng Giang Đông, nhưng Tôn Sách không đồng ý và tự tay giết chết sứ giả. Do Nghiêm Dư là chiến binh dũng mãnh nhất trong số những người của Nghiêm Bạch Hổ, nên cái chết của ông này đã làm họ lo sợ và nhanh chóng bị đánh tan.
Chiến dịch của ông, từ khi chiếm Ngưu Chử cho đến khi chiếm toàn bộ khu vực đông nam sông Dương Tử, chỉ mất chưa tới 1 năm. Sau đó ông đánh bại và nhận được sự phục vụ của Tổ Lãng (祖朗), thái thú Đan Dương, và Thái Sử Từ (太史慈), thủ lĩnh đám tàn quân của Lưu Do. Lưu Do qua đời (198) tại Dự Chương, Tôn Sách sai Thái Sử Từ đi thu thập tàn quân Lưu Do, quan tâm tới gia quyến Lưu Do và thăm dò Thái thú Dự Chương là Hoa Hâm (華歆). Khi được biết Hoa Hâm không có ý định chống đối, Tôn Sách quay sang mặt trận bình định người Sơn Việt.
Những người của bộ lạc Sơn Việt thì lại không dễ dàng như vậy. Để chống lại những cuộc nổi dậy liên tục của người Sơn Việt trong nhiều năm sau đó, Tôn Sách đã cho Hạ Tề (賀齊) làm chỉ huy một đội quân để chinh phục người Sơn Việt. Hạ Tề sau này trở thành một viên tướng giành được thắng lợi lớn, trên thực tế, việc Tôn Sách bổ nhiệm ông là bước đi đầu tiên rất quan trọng trong việc nhà nước Đông Ngô chinh phục các bộ lạc Sơn Việt này. Ngoại trừ đội quân tuy rải rác nhưng còn đông của Nghiêm Bạch Hổ ra thì vùng đất phía nam sông Dương Tử về cơ bản đã được hòa bình.

### Lư Giang và Dự Chương
Năm 199, Tôn Sách đang trên đường đem quân tấn công Hoàng Tổ tại Hạ Khẩu (夏口, ngày nay là Hán Khẩu, Vũ Hán, Hồ Bắc) thì nhận được tin: Viên Thuật đã chết, lực lượng phân hóa làm 2: Em họ là Viên Dận thì đem theo quan tài Viên Thuật và quân đội họ Viên đến Hoãn Thành (皖城, ngày nay là huyện Tiềm Sơn, An Huy) nương tựa vào Thái thú Lư Giang là Lưu Huân (劉勳) vốn được Viên Thuật phong; còn bộ tướng của Thuật là Trương Huân và trưởng sử Dương Hoằng bỏ Thọ Xuân đến địa bàn của Tôn Sách định theo hàng, nhưng Thái thú Lư Giang là Lưu Huân lại chặn đường họ giết chết để cướp của và quân chúng.
Tôn Sách rất hận Lưu Huân về chức Thái thú Lư Giang khi Viên Thuật còn sống, nhưng ngoài mặt vẫn đi lại, và đề nghị Lưu Huân đi Thượng Diên đánh các dòng họ đóng cửa địa bàn không thuần phục. Lưu Huân lúc đó cũng không đủ lượng thực nuôi quân, bèn mang quân tới Hải Hôn (海昏, phía đông của huyện Vĩnh Tu, Cửu Giang, Giang Tây ngày nay) và Thự Liêu. Tôn Sách bèn cùng Chu Du mang 2 vạn quân đánh tập kích vào quận Lư Giang, chiếm được Hoãn Thành, tiếp quản toàn bộ số quân cũ của Viên Thuật khoảng 30.000 người.
Nghe tin căn cứ bị mất, Lưu Huân chạy về phía tây và tìm kiếm sự hỗ trợ của Hoàng Tổ. Hoàng Tổ gửi 5.000 thủy quân thiện chiến tới giúp Lưu Huân. Tôn Sách đánh bại Lưu Huân khiến Huân phải chạy về phía bắc đầu hàng Tào Tháo. Tôn Sách thu được trên 2.000 quân cùng 1.000 tàu thuyền của Lưu Huân rồi cùng Chu Du tiến quân đánh Hoàng Tổ, bắt sống 2000 quân Lư Giang và 1000 chiếc thuyền.
Đuổi được Lưu Huân, Tôn Sách và Chu Du quay sang đánh Hoàng Tổ. Hai bên đánh một trận lớn nữa ở gần Vũ Xương. Mặc dù đã được tăng cường thêm quân từ phía Lưu Biểu, nhưng Hoàng Tổ vẫn bại trận.
Tôn Sách mang quân sang quận Dự Chương, sai Ngu Phiên vào thành dụ Hoa Hâm. Hoa Hâm đầu hàng nộp thành. Tôn Sách rất kính trọng Hoa Hâm, đối đãi như thượng khách.

## Hậu quả và ý nghĩa
Tôn Sách vào năm 199 đã chiếm được toàn bộ miền Giang Đông, với địa bàn đại bộ phận Dương châu. Vùng đất mà ông cai quản gồm có 5 quận: Lư Giang, Ngô Quận, Cối Kê, Đan Dương, Dự Chương. Ông tự mình sắp đặt nhân sự tại vùng đất do mình cai quản: Tôn Sách tự lĩnh chức Thái thú Cối Kê, dùng cậu Ngô Cảnh làm Thái thú Đan Dương, anh họ Tôn Bí làm Thái thú Dự Chương, Chu Trị làm Thái thú Ngô Quận, Lý Thuật làm Thái thú Lư Giang. Vì quận Dự Chương rộng lớn, ông lấy một phần quận Dự Chương tách ra lập quận thứ 6 là quận Lư Lăng (廬陵), lấy em của Tôn Bí là Tôn Phụ làm Thái thú Lư Lăng.
Trong cuộc đời chinh chiến, tự tay Tôn Sách đã lần lượt đánh chiếm toàn bộ các quận thuộc Dương châu, nhưng vì hoàn cảnh, ông phải bàn giao 2 quận (Cửu Giang, Lư Giang) cho Viên Thuật và sau này không chiếm lại được toàn bộ đất đai từng đánh chiếm. Ban đầu, Tôn Sách nhân danh Viên Thuật ra quân để tranh Dương châu với Lưu Do. Trên danh nghĩa, khi Viên Thuật xưng đế, địa bàn có toàn bộ Dương châu. Nhưng trên thực tế, Tôn Sách khi có đủ thực lực, với địa bàn trong tay rộng lớn hơn cả Viên Thuật (chỉ có 2 quận) đã ly khai với họ Viên và đến khi Tôn Sách sắp hoàn thành việc chiếm các quận nam Dương châu thì Viên Thuật cũng chết. 5 năm chinh chiến thắng lợi, Tôn Sách bắt đầu xác lập địa bàn cai trị của họ Tôn tại vùng này, hình thành một thế lực quân phiệt mới.
Để có danh nghĩa cát cứ Giang Đông, vì Lưu Do đã chết, Tôn Sách cử thuộc hạ là Nghiêm Tượng đến Lư Giang lĩnh chức Thứ sử Dương châu, và dâng biểu về Hứa Xương đề nghị Hán Hiến Đế thừa nhận chức vị của Nghiêm Tượng. Do bị Viên Thiệu đe dọa ở phía bắc nên chưa thể quan tâm tới miền nam, quyền thần Tào Tháo cố gắng tăng cường liên minh với Tôn Sách bằng cách nhân danh vua Hán chấp nhận thỉnh cầu của Tôn Sách, phê chuẩn cho Nghiêm Tượng làm Thứ sử Dương châu, phong cho Tôn Sách làm Thái thú Cối Kê; đồng thời Tào Tháo gả cháu gái mình cho em Tôn Sách là Tôn Khuông (孫匡). Đến lượt mình, Tôn Sách cũng đồng ý gả con gái của Tôn Bí (Phần) cho con trai của Tào Tháo là Tào Chương.
Trên danh nghĩa, Tôn Sách chỉ được thừa nhận làm chủ quận Cối Kê nhưng thực tế ông cai trị cả sáu quận. Do nhận chức triều đình phong ở Cối Kê, Tôn Sách cử Cố Ung làm chức "Thừa" ở Cối Kê, thay ông quản lý quận này. Chính Tôn Sách mới là người xác lập địa vị của họ Tôn ở Giang Đông. Tôn Kiên khi còn sống chỉ làm quan nhỏ ở địa bàn Ngô Quận, từ khi khởi binh chỉ hoạt động tại Kinh châu và địa bàn trung nguyên, hầu như không tranh chấp, chiếm đóng những địa bàn thuộc Giang Đông. Sau này, cho tới trước khi tiến sang Kinh châu phía tây, địa bàn mà Tôn Quyền cai trị chính là địa bàn 6 quận mà Tôn Sách để lại. Phần nhỏ Dương châu còn lại trong tay Tào Tháo, cục diện này duy trì lâu dài về sau, trong lãnh thổ hai nước Tào Ngụy và Đông Ngô đều có Dương châu.